# Opòssum rata del Sangay
L'opòssum rata del Sangay (Caenolestes sangay) és una espècie del gènere Caenolestes i la família Caenolestidae. Fou descrit per primera vegada el 2013 i només és conegut de la seva localitat tipus al Parc Nacional del Sangay (Equador), d'on ve el seu nom.
La llargada total és d'entre 216 i 260 mm, la llargada corporal és d'entre 99 i 137 mm, la llargada de la cua d'entre 95 i 130 mm i el pes de 40 g. El color de l'esquena és gris marró, l'arrel dels pèls de la panxa és grisa i les puntes clares. La cua està coberta de pèls curts, que a la part superior són foscos i a la part inferior de color marró.